# Stanwick (Yorkshire del Norte)
Stanwick (también conocida como Stanwick Camp) es una fortaleza de la Edad de Hierro ubicada en Richmondshire, North Yorkshire, Inglaterra 54°29′59″N 1°43′02″O / 54.49972, -1.71722.
El nombre proviene de steinvegges, que significa «paredes de piedra».

## Historia
Stanwick constituía la principal fortificación de la tribu celta de los brigantes. Fue construida en tres fases: la primera alrededor del año 40 rodeando la elevación conocida como The Tofts, la segunda extendiéndose hacia el norte alrededor del 50 y la tercera hacia el sur en el 72, hasta alcanzar una extensión de unos 600 acres, llegando a rodear por completo la actual población de Stanwick St John, con unos 6,5 km de perímetro.
Cuando la última reina de los brigantes y aliada de Roma, Cartimandua se divorció de Venutius, éste se alzó en armas contra la reina y sus aliados romanos durante el gobierno de Aulo Didio Galo (52-57). 
Para muchos historiadores el líder rebelde se hizo fuerte en la fortaleza de Stanwick hasta su derrota definitiva en el 71.
No obstante para otros, la existencia de artículos de lujo importados de distintos sitios del Imperio (cerámica del sur de Francia y del Rin, vasos de vidrio de Germania e Italia, ánforas de vino importado, etc.) indicarían más bien que la fortaleza en todo momento, o al menos después de la derrota de Venutius por la Legio IX Hispana en el 56 en la región de Barwick in Elmet, habría sido el sitio de la corte de Cartimandua.
Tras la ocupación romana, la población fue trasladándose a nuevos asentamientos romanos como Piercebridge, aunque permaneció un pequeño núcleo en el lugar. Posteriormente, hay evidencias de sitios de culto de los invasores anglosajones.

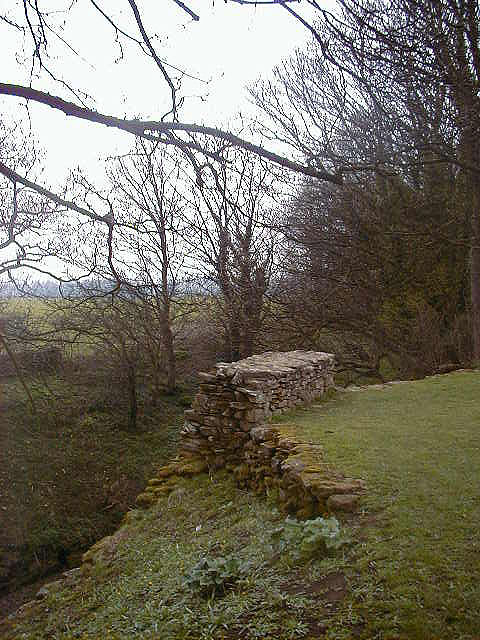
Restos del muro de Stanwick.